# 249

249(이백사십구)는 248보다 크고 250보다 작은 자연수다.

## 수학
- 합성수로, 그 약수는 1, 3, 83, 249다. 진약수의 합은 87이므로, 249는 부족수다.
  - 80번째 반소수다. 앞의 반소수는 247, 다음 반소수는 253이다.
- {\displaystyle 82^{2}-1}은 249로 나누어떨어진다.

## 과학
- NGC 249: 큰부리새자리에 위치한 발광성운.

## 교통
- 일본 249번 국도(일본어판): 이시카와현 나나오시에서 가나자와시까지 이어지는 일본의 국도.
- 현도 제249호선

## 문화유산
- 대한민국의 국보 제249호: 동궐도
- 대한민국의 보물 제249호: 영주 부석사 삼층석탑
- 대한민국의 사적 제249호: 부여 송국리 유적

## 방송
- B tv의 나우제주TV 채널 번호.
- LG헬로비전의 RNA 채널 번호.

## 기타
- 연도: 249년, 기원전 249년
- 포켓몬스터 루기아의 전국도감 번호.